# Gabriela Alves
Gabriela Storace Alves (Rio de Janeiro, 1 de janeiro de 1972) é uma ex-atriz, cantora e terapeuta brasileira.

## Biografia
Aos cinco anos, representou um "anjinho de asa quebrada" no Sítio do Picapau Amarelo. Mas para não ser rotulada apenas como filha de Tânia Alves (seu pai, Juan Toulier, foi um artista plástico peruano e morreu em 2006), entre os 15 e os 20 anos achou melhor parar com a "vida de artista", os trabalhos estavam prejudicando seus estudos. Nessa época precisou usar aparelho e passou a ser definitivamente esquecida pelos diretores. Assim que concluiu o curso de magistério, decidiu ir para os Estados Unidos estudar teatro em Nova Iorque. Para se sustentar, trabalhou como vendedora de sorvetes.
Quando voltou para o Brasil, trabalhou como relações públicas e organizadora de eventos para reconquistar os contatos. Foi uma das primeiras hostess a atuar no Brasil. Gostava de usar roupas dos anos 60 para chamar atenção dos clientes. A partir daí sua vida artística deslanchou.

## Carreira
Atuou em diversas novelas, como Despedida de Solteiro (1992), Mulheres de Areia (1993), Tropicaliente (1994), Salsa e Merengue (1996), além da minissérie O Pagador de Promessas (1988), dentre outros. Entre seus trabalhos na televisão, o que mais lhe deu projeção foi Mulheres de Areia.
Aos 22 anos, questionava se realmente queria ser atriz, quando foi convidada a participar da novela. Sua participação lhe deu projeção e lhe rendeu a capa da revista masculina mais famosa do país. Aos 25 anos, Gabriela posou para a Playboy em maio de 1997, e juntou dinheiro para passar um tempo fora do país.
De volta ao Brasil, Gabriela, aos 26 anos, se afastou da carreira de atriz e passou a se descobrir em outras áreas. Descobriu o lado cantora e desenvolveu projetos de música, nos quais se permitia soltar a voz. Subiu ao palco com o projeto “Caetaneando”, interpretando, com outros atores, canções do compositor baiano. Depois, se despiu de preconceitos e foi fazer a novela brasileira Marisol no SBT, onde interpretava uma vilã cantora.
Esse trabalho lhe proporcionou a oportunidade de voltar com projetos musicais. Viajou para vários lugares com o espetáculo solo “Coração na Boca”, cantando clássicos da MPB que faziam parte da trilha da personagem da novela. Há pouco tempo, excursionou o país com a banda Kitsch.Net, cantando sucessos bregas, dos anos 60 e 70, com uma releitura eletrônica e muita teatralidade. Esteve também em cartaz com o musical “Bregópera”, que narra os encontros e desencontros de um casal, cantados por hits dos anos 80.

## Filmografia

### Televisão
| Ano  | Título                   | Personagem                   | Notas                                 | Emissora      |
| ---- | ------------------------ | ---------------------------- | ------------------------------------- | ------------- |
| 1977 | Sítio do Picapau Amarelo | Anjinho                      | Episódio: "O Anjinho da Asa Quebrada" | TV Globo      |
| 1978 | Sítio do Picapau Amarelo | Anjinho                      | Episódio: "Memórias da Emília"        | TV Globo      |
| 1981 | Sítio do Picapau Amarelo | Candoca                      | Episódio: "A Chave do Tamanho"        | TV Globo      |
| 1982 | Caso Verdade             | Maria Luiza                  | Episódio: "Borboleta na Cabeça"       | TV Globo      |
| 1983 | Caso Verdade             | Ana Lúcia                    | Episódio: "A Grande Ambição de Elisa" | TV Globo      |
| 1984 | Caso Verdade             | Agelina                      | Episódio: "A Palavra de Maria"        | TV Globo      |
| 1985 | Tenda dos Milagres       | Ester (criança)              |                                       | TV Globo      |
| 1988 | O Pagador de Promessas   | Lilinha                      | [ 11 ]                                | TV Globo      |
| 1992 | Despedida de Solteiro    | Salete                       | Episódio: "1 de junho"                | TV Globo      |
| 1992 | A História de O          | Jacqueline                   |                                       | TV Globo      |
| 1993 | Mulheres de Areia        | Glorinha                     |                                       | TV Globo      |
| 1994 | Tropicaliente            | Pitanga                      |                                       | TV Globo      |
| 1995 | Tocaia Grande            | Sacramento                   |                                       | Rede Manchete |
| 1996 | Salsa e Merengue         | Assunção Muñoz               |                                       | TV Globo      |
| 1998 | Estrela de Fogo          | Drª. Érika Ribas             |                                       | Rede Record   |
| 1999 | Mulher                   | Janaína                      | Episódio: "A Bela Adormecida"         | TV Globo      |
| 2000 | Vidas Cruzadas           | Maria Josefa Quaresma (Majô) |                                       | Rede Record   |
| 2002 | Marisol                  | Zulema de Carvalho           |                                       | SBT           |
| 2005 | Linha Direta             | Nancy Nair de Oliveira       | Episódio: "Chico Picadinho"           | TV Globo      |
| 2008 | Faça Sua História        | Neusa                        | Episódio: "O Califa de Copacabana"    | TV Globo      |
| 2011 | Amor e Revolução         | Odete de Oliveira Fiel       |                                       | SBT           |
| 2014 | A Saga                   | Santa Rosa                   | [ 13 ]                                | TV Brasil     |

### Filmes
| Ano  | Título                          | Papel         |
| ---- | ------------------------------- | ------------- |
| 1987 | Sonhos de Menina-Moça           | Eva           |
| 1994 | Era Uma Vez...                  | Princesa Luar |
| 1996 | Sem Canhão Não Se Fala aos Céus | [ 15 ]        |